# Héctor Manuel Rivera Pérez
Héctor Manuel Rivera Pérez (ur. 15 maja 1933 w Naranjito, zm. 9 kwietnia 2019) – portorykański duchowny rzymskokatolicki, w latach 1979-2009 biskup pomocniczy San Juan de Puerto Rico.

## Życiorys
Święcenia kapłańskie przyjął 12 czerwca 1966. 11 czerwca 1979 został prekonizowany biskupem pomocniczym San Juan de Puerto Rico ze stolicą tytularną Thubunae in Numidia. Sakrę biskupią otrzymał 17 sierpnia 1979. 31 października 2009 przeszedł na emeryturę.